# 喜劇 負けてたまるか!
『喜劇 負けてたまるか!』（きげき まけてたまるか）は、1970年の日本のコメディ映画で、坪島孝が監督し、クレイジーキャッツの谷啓が主演を務めた。野坂昭如の原作を原作とし、田波靖男（『クレージーの殴り込み清水港』）が脚色、坪島孝が監督を務めたコメディ。撮影は内海正治（『野獣の復活』）が担当。

## ストーリー
1956年、「戦後は終わった」と言われた時代。大学を中退し、つつましい暮らしをしていた寺川雄三は、偶然黒井組組長・仙吉と出会い、その紹介で人気作詞家・奥田斗司夫に弟子入りすることになる。しかし、そこは経験豊富な人たちでいっぱいの荒れ果てたオフィスでした。
日頃の鬱憤を晴らすため、友蔵は久しぶりにOLの芳子と出かける。その夜、酒を飲めば飲むほど酔いが回り、芳子が恋人の沢田美智子に似てきたことで、友蔵は芳子を抱きしめてしまう。こうなると女は強い。夫がいるからと躊躇する友蔵だが、芳子は涙ながらに説得し、強引に妻の座を奪う。運命は大きく動き出す。
ラジオライターの小幡と出会った友蔵は、これを独立のチャンスと捉え、放送企画研究所という広告会社を設立した。最初の仕事として、電機メーカーの特約店である大京企画に目をつけた。芳子の元夫・銀之助と共に、試作品の広告テープを持って営業部長の東を訪ねた。
しかし、仕事とは無関係なエロいテープの入手を依頼され、裕三は窮地に立たされる。仕方なく裕三は、コシと共にねじり鉢巻きをし、腕立て伏せをしたり、自分の腕にキスをしたりと、情熱的なパフォーマンスを繰り広げる。
おかげで友蔵たちはついに東から仕事をもらえ、口紅のCMソングで一躍広告業界のトップに上り詰めるが、これもまた束の間、いつの間にか友蔵の座は隠れ馬の銀之助に奪われてしまう。しかし友蔵は諦めない。時代が次々と移り変わり、トップ企業が入れ替わり、広告業界も瞬く間に変化する中、水虫持ちの友ちゃんは業界の裏方をかき分けて懸命に働く。

## スタッフ
- 監督： 坪島孝
- 製作： 渡辺晋、田波靖男
- 原作：野坂昭如（週刊朝日連載「水虫魂」より）
- 脚本：田波靖男
- 撮影：内海正治
- 美術：竹中和雄
- 照明：山口虎男
- 録音：指田漸
- 整音：東宝ダビング
- 音楽：萩原哲晶
- 作詩：田波靖男
- 作曲：萩原哲晶
- 作詩：山上路夫
- 作曲：筒見京平
- 監督助手：砂原博泰
- 編集：武田うめ
- 合成：三瓶一信
- 現像：東京現像所
- 製作担当者：篠田啓助

## キャスト
- 寺川友三 : 谷啓
- 寺川良子 : 浜美枝
- 左右田美智子 : 柏木由紀子
- 竜子 : 高橋紀子
- 歌手 : 奥村チヨ
- 大庭 : 犬塚弘
- 越井 : 小松政夫
- 高橋銀之助 : 平田昭彦
- 奥田斗志夫 : 人見明
- 小笠原 : 砂塚秀夫
- 奥田サト子 : 弓恵子
- 東妻 : 田武謙三
- 寺川しの : 飯田蝶子
- 左右田家の主人 : 清水元
- 黒井仙吉 : 高品格
- 清吉 : 柳谷寛
- 堀田 : 堺左千夫
- 駒村 : 草川直也
- 黒井組の組員 : 岩本弘司
- 警視庁の刑事 : 大前亘
- 吉原のコールガール : 太田淑子
- 寺川友三の行き着けのキャバレーのホステス : 浦山珠実
- 連れ込み宿の女将 : 音羽久米子
- セブンテレビの守衛 : 広瀬正一
- 小笠原の仲間 : 荒木保夫
- テレビ局のディレクター : 小川安三
- セブンテレビのフロアディレクター  : 鈴木和夫
- 堀田の同僚 : 鈴木治夫
- 警視庁の刑事 : 緒方燐作
- 寺川友三と良子の息子 : 佐藤一明
- ナレーター : 植木等
- 振付 : 小井戸秀宅

主なクレジットなしの出演者
- 写真屋 : 宇野耕司
- 卒業生 : 勝部義夫, 由起卓也
- 左右田家の葬儀の参列者 : 江島和子, 吉田静司, 大塚秀男, 宇留木康二
- 左右田家の主人の妻 : 島幸子
- 左右田家の婆や / 青空プロダクションの社長になった寺川友三の家の女中 : 一万慈鶴恵〔二役〕
- 黒井組の組員 : 中島春雄, 桂伸夫, 篠原正記, 榊田敬二
- 奥田斗志夫の弟子 : 権藤幸彦, 桂木美加
- 寺川友三と良子が行くバーのバーテン : 小松英三郎
- 詩人芸術協会のあるビルのパチンコ店の店員 : 矢野陽子
- 高橋銀之助の店の従業員 : 今井和雄, 大仲清治, 中西英介
- セクシーなCMソングのコーラス : 松村幸子
- テレビ局のスタッフ / 寺川友三の家に押し掛ける記者の一人 : 千葉一郎〔二役〕
- セクシーなCMソングをラジオで聴く海辺でピクニックをしている男性 : 加藤茂夫
- 放送企画研究所の社員 / 寺川友三の家に押し掛ける記者の一人 : 井上大助〔二役〕
- 看守 : 岡豊
- 寺川友三が雇ったエキストラの女性の一人 : 記平佳枝
- 青空プロダクションの女性 : 川口節子
- 小笠原の仲間 / 寺川友三の家に押し掛ける記者の一人 : 越後憲〔二役〕
- インタビュアー : 田辺和佳子
- 青空プロダクションの社員 : 松下正秀, 川又由希夫
- ダグラス・マッカーサー（クレジットタイトルに登場する記録映像）
- 吉田茂（クレジットタイトルに登場する記録映像）
- 東條英機（クレジットタイトルに登場する記録映像）
- 力道山（クレジットタイトルに登場する記録映像）
- 山下敬一郎（劇中に登場する記録映像）
- 岸信介（劇中に登場する記録映像）
- 森山良子（劇中に登場するCMの出演者）
- ジョン・F・ケネディ（劇中に登場する記録映像）
- ジャクリーン・ケネディ（劇中に登場する記録映像）
- ファイティング原田（劇中に登場する記録映像）
- 佐藤栄作（劇中に登場する記録映像）
- 金嬉老（劇中に登場する記録映像）
- 東山敬司（青空プロダクションが手がけるカメラのCMの出演者）
- 森進一（青空プロダクションが手がける音楽ビデオのCMの出演者）
- 中尾彬（青空プロダクションが手がける生ビールのCMの出演者）

## 挿入歌
- 『水虫魂』

作詩：田波靖男 ／ 作曲：萩原哲晶 ／ 唄：谷啓
- 『くやしいけれど幸せよ』

東芝レコード / 作詩：山上路夫 ／ 作曲：筒見京平 ／ 唄：奥村チヨ

## 同時上映
『日本一のヤクザ男』
- 古澤憲吾監督の東宝最終作品。主演は植木等。